# Sự kiện tuyệt chủng Tam Điệp – Jura
Sự kiện tuyệt chủng Tam Điệp – Jura đánh dấu ranh giới giữa kỷ Tam Điệp và kỷ Jura, cách đây 199,6 triệu năm, và là một trong những sự kiện tuyệt chủng lớn trong liên đại Hiển sinh, và có tác động sâu sắc đến đời sống sinh vật trên đất liền và trong các đại dương. Trong đại dương toàn bộ lớp conodont và 20% các họ sống đã biến mất. Trên đất liền tất cả các loài Crurotarsi lớn (archosaur không phải khủng long) khác với cá sấu, một số therapsida còn lại, và phần lớn các loài lưỡng cư đã biến mất.

## Ảnh hưởng
Ít nhất có phân nửa số loài đã sống trên Trái Đất mà chúng ta biết được đến nay đã bị tuyệt chủng. Sự kiện này đã để lại những hốc sinh thái trên đất liền, có thể là yếu tố cho phép khủng long chiếm vị trí thống trị trong kỷ Jura. Sự kiện này đã diễn ra kéo dài ít nhất 10.000 năm và chỉ ngay trước khi Pangaea bắt đầu tan rã. Ở khu vực Tübingen (Đức), người ta phát hiệu một nghĩa địa xương Trias-Jura, đây là yếu tố đặc trưng cho ranh giới này.
Phân tích thống kê về việc mất đi các loài trong biển vào lúc này chỉ ra rằng sự suy giảm đa dạng sinh học do suy giảm về biệt hóa hơn là sự gia tăng tuyệt chủng.

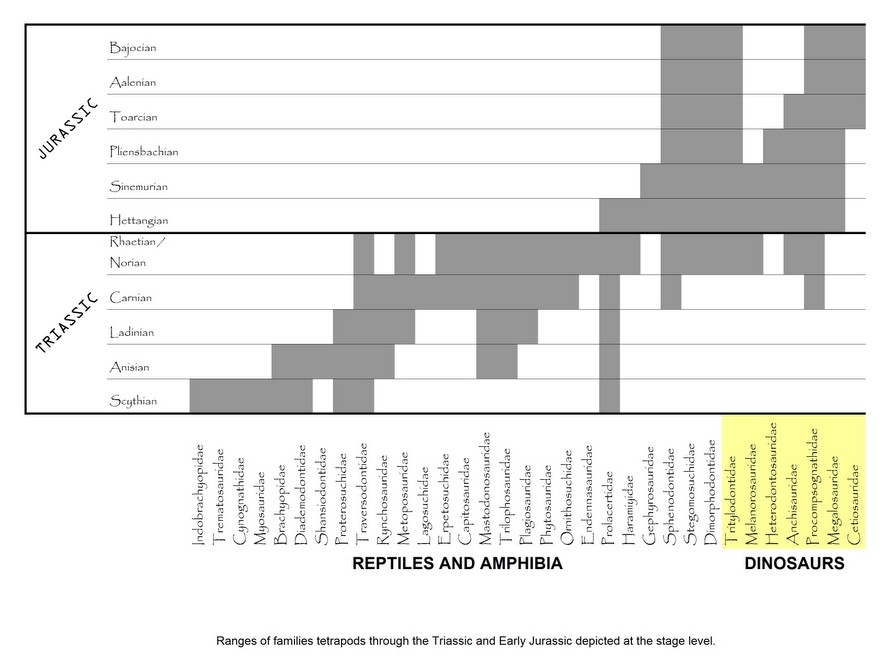
Dải các họ tetrapod phân bố trong giai đoạn Triassic và Jura sớm.

| Hệ/ Kỷ                                | Thống/ Thế | Bậc / Kỳ    | Tuổi (Ma) | Tuổi (Ma) |
| ------------------------------------- | ---------- | ----------- | --------- | --------- |
| Jura                                  | Dưới/Sớm   | Hettange    | trẻ hơn   | trẻ hơn   |
| Trias                                 | Trên/Muộn  | Rhaetia     | 201.3     | ~208.5    |
| Trias                                 | Trên/Muộn  | Noria       | ~208.5    | ~227      |
| Trias                                 | Trên/Muộn  | Carnia      | ~227      | ~237      |
| Trias                                 | Giữa       | Ladinia     | ~237      | ~242      |
| Trias                                 | Giữa       | Anisia      | ~242      | 247.2     |
| Trias                                 | Dưới/Sớm   | Olenek      | 247.2     | 251.2     |
| Trias                                 | Dưới/Sớm   | Indu        | 251.2     | 251.902   |
| Permi                                 | Lạc Bình   | Trường Hưng | già hơn   | già hơn   |
| Phân chia Kỷ Trias theo ICS năm 2020. |            |             |           |           |

## Các giả thuyết hiện tại
Đã có những giả thuyết đưa ra để giải thích về nguyên nhân xảy ra sự kiệt tuyệt chủng này, nhưng tất cả vẫn còn là những thách thức chưa có lời giải:
- Đó là sự biến đổi khí hậu từ từ, sự dao động mực nước biển hoặc ảnh hưởng của quá trình axít hóa đại dương[6] trong suốt Trias muộn đạt đến đỉnh điểm. Tuy nhiên, giải thích này không lý giải được sự tuyệt chủng một cách đột ngột trong đại dương.
- Tác động của thiên thạch/tiểu hành tinh, nhưng cho đến nay không có các hố va chạm nào có kích thước đủ lớn đã được xác định tương ứng với ranh giới Trias-Jura. Hố Rochechouart bị mài mòn ở Pháp được định tuổi gần đây nhất là 201 ±2 triệu nămo,[7] nhưng với bề rộng 25 km (có thể ban đầu đạt 50 km), xem ra vẫn quá nhỏ.[8]
- Các vụ phun trào núi lửa lớn, đặc biệt là các dòng lũ bazan ở Central Atlantic Magmatic Province (CAMP) có thể đã giải phóng carbon dioxide hoặc sulfur dioxide và các sol khí, có thể là nguyên nhân gây nên sự ấm lên toàn cầu mạnh mẽ (đối với CO2) hoặc sự lạnh đi (đối với sol khí).[9][10]